# Tè giallo
Il tè giallo (in cinese 黃茶T, 黄茶S, huángcháP; in coreano 황차?, hwangchaLR) è una pregiata variante del tè ottenuta con una parziale ossidazione enzimatica delle foglie della Camellia sinensis.
Dopo la torrefazione e una lieve pressatura, le foglie vengono raccolte in cumuli di piccole dimensioni e coperte con un panno umido, poi sono lasciate per venti ore a un tasso di umidità compreso tra 80 e 90%. Esse rimangono così fino a quando si ossidano, quindi vengono sottoposte ad una breve asciugatura.
La preparazione della bevanda si effettua per infusione, con le stesse modalità del tè verde.
Un altro uso dell'espressione "tè giallo" è per indicare i tè verdi più pregiati.

## Varietà
- Jun Shan Yin Zhen ( 君山银针, letteralmente « aghi d'argento del monte dell'Imperatore »), viene raccolto sul monte Jun Shan nella provincia dello Hunan. Le foglie sono coperte da una lanugine dorata. È un tè molto pregiato.
- Meng Ding Huangya (蒙顶黄芽, letteralmente « boccioli gialli del monte Meng »), viene raccolto nella provincia del Sichuan.